# Zwrot etyczny w antropologii
Zwrot etyczny w antropologii – orientacja teoretyczno-metodologiczna w antropologii kulturowej, zwana również zwrotem etyczno-politycznym lub zwrotem ku zaangażowaniu. Jego początki sięgają lat 60. XX wieku i są związane z kontekstem euroamerykańskim, choć narodziły się głównie w procesie postępującej dekolonizacji krajów tzw. Trzeciego Świata. Stopniowo ujawniał się również w innych krajach. Orientacja ta, obok m.in. zwrotu lingwistycznego, ikonicznego, interpretatywnego, ku rzeczom, performatywnego czy retorycznego, jest wyrazem tendencji do ujmowania zmian we współczesnej antropologii (ale i całej humanistyce) w kategoriach zwrotu badawczego. Poczynając od nakierowania lingwistycznego – związanego m.in. z opublikowaniem dzienników Bronisława Malinowskiego (Dziennik w ścisłym znaczeniu tego wyrazu) – od lat 60. XX wieku mamy bowiem do czynienia z nieustannym kształtowaniem się rozmaitych orientacji. W różnych krajach miał on nieco inne odsłony. Na gruncie anglosaskim (łączącym rozmaite projekty badawcze) charakteryzują go przede wszystkim idee zaangażowania i odpowiedzialności badaczy, mające na celu emancypację dyskryminowanych i marginalizowanych dotąd grup.
W dużej mierze wyrasta również ze sprzeciwu wobec antropologii stosowanej. Z kolei np. polska odsłona zwrotu (również wewnętrznie zróżnicowanego) częściowo nawiązuje do tych praktycznie zorientowanych studiów. Nawołuje m.in. do popularyzacji wiedzy antropologicznej, komentowania bieżących wydarzeń i istotnych problemów społecznych czy do działania na rzecz badanych społeczności (a więc również w duchu odpowiedzialności i zaangażowania). Kwestie politycznych i etycznych kontekstów uprawiania antropologii są nadal żywo rozważane przez współczesnych badaczy.

## Wprowadzenie
Choć wspomniany zwrot badawczy narodził się w II połowie XX wieku, przejawów indywidualnego namysłu etycznego i zaangażowania w losy badanych społeczności można szukać już w samych początkach konstytuowania się dyscypliny w tradycji brytyjskiej. Fredrik Barth wymienia w tym kontekście antropologów, którzy w 1844 roku założyli Ethnological Society of London. Widzi w nich aktywistów na rzecz zniesienia niewolnictwa w koloniach brytyjskich, sprzeciwiających się wyjaśnianiu kulturowej i moralnej różnorodności ludzkiej różnicami rasowymi. Natomiast w tradycji amerykańskiej początki aktywistycznego wymiaru antropologii łączy się z Lewisem Henrym Morganem i jego działalnością na rzecz rdzennych Amerykanów w ich sporach z rządem. Kwestie te nie były jednak szerzej dyskutowane i tak zauważalne, jak nastąpiło to później.
Za jedną z pierwszych prób uczynienia z dyscypliny nauki etycznie świadomej, uznaje się list Franza Boasa skierowany do Amerykańskiego Towarzystwa Antropologicznego (ang. American Anthropological Association, AAA). W 1919 roku ojciec antropologii amerykańskiej wyraził bowiem ostry sprzeciw wobec działalności wywiadowczej badaczy, którzy w czasie I wojny światowej szpiegowali w Ameryce Środkowej pod przykrywką prowadzenia badań naukowych. Ówczesne Towarzystwo nie poparło jednak stanowiska Boasa, bezsprzecznie dopuszczając współpracę antropologów z armią, która służyłaby wsparciu interesów narodowych .
Namysł nad etyczno-politycznym uwikłaniem dziedziny, wyprzedzając zwrot ku zaangażowaniu, podjęli również badacze w obrębie nurtu antropologii w działaniu. Jej historia sięga jeszcze I połowy XX wieku i wyrasta ze sprzeciwu wobec antropologii stosowanej. Wiąże się z postacią Sola Taxa, który postulował uprawianie tzw. nauki klinicznej. Zgodnie z jej założeniami, etnografowie mieli pełnić rolę swoistych katalizatorów działań – zmian zaproponowanych przez same społeczności, w obrębie których prowadzili badania. Tax wierzył, że przyjmując zasadę parsymonii – czyli nie decydowania o wartościach w sytuacjach, które nie dotyczą samego antropologa – wyeliminuje nadmierny wpływ, jaki w innym przypadku naukowiec wywiera swoją osobą na badanych. Jego zdaniem, gwarantowało to postawę etyczną (pozbawioną relacji władzy), która umożliwiała społecznościom zachowanie własnej tożsamości. Późniejsza analiza projektu wykazała jednak, że założenia Taxa nie przekładały się w całości na praktykę. Ponadto krytycznie odniosła się do relacji, jakie wywiązały się między antropologami a Indianami Meskwaki. Ci pierwsi – widząc w sobie „lekarzy”, „uzdrawiających” zaburzoną kulturę – w rzeczywistości przybierali rolę ekspertów, przekonanych o własnych zdolnościach do odpowiedniego kontrolowania akulturacji i kulturowego przetrwania badanej społeczności.

## Stany Zjednoczone i Wielka Brytania
Zwrot etyczno-polityczny na gruncie anglo-amerykańskim w zasadzie łączy w sobie dwie tendencje: zwrot polityczny i związany z nim rozwój antropologii krytycznej z lat 60. i 70. XX w. oraz zwrot etyczny – ujawniający się od początku lat 90. XX w.
Jak pisze Marta Songin-Mokrzan, został zapoczątkowany przez debaty naukowe na temat politycznych uwarunkowań i kontekstów konstruowania wiedzy antropologicznej. Był w pewnym sensie reakcją na światowy kryzys polityczny II połowy XX wieku, który wiązał się z postępującą dekolonizacją krajów tzw. Trzeciego Świata, powstaniem ruchów kontrkulturowych o charakterze antyzachodnim i ruchów walczących o prawa dyskryminowanych (m.in. osób nie-białych, kobiet, gejów czy lesbijek). Potęgowała go również fala niezadowolenia społecznego w USA w odniesieniu do zastanego systemu norm i wartości (sprzeciwiano się m.in. wojnie w Wietnamie). Bezpośrednią przyczyną debaty na temat etycznych powinności badaczy było ujawnienie udziału części naukowców (w tym antropologów) w projektach finansowanych przez rząd amerykański – takich, jak Projekt Camelot (1964) – które zostały stanowczo potępione przez Amerykańskie Towarzystwo Antropologiczne (ang. American Anthropological Association), uznające je za działania nieetyczne.
W kontekście zwrotu etyczno-politycznego nie można mówić o homogenicznym i spójnym przedsięwzięciu teoretycznym, o kolejnej subdyscyplinie czy paradygmacie, proponującym powszechnie przyjętą technikę badawczą czy określoną perspektywę metodologiczną. Byłoby to zbytnim uproszczeniem i generalizacją, ponieważ tworzyli go zwolennicy różnych projektów, których łączą jednak wspólne przekonania. Po pierwsze: podobna postawa polityczna, objawiająca się przede wszystkim negatywnym nastawieniem wobec gospodarczego kapitalizmu Zachodu (który umacnia nierówność ekonomiczną i społeczną) i wobec idei liberalnej demokracji (która przyczynia się do wykluczania niektórych grup społecznych). Po drugie: wspólny duch radykalnej krytyki dyscypliny. Nastrój niepokoju przełożył się bowiem na stopniowy spadek wiary w naukę, rozumianą jako wytwór bezstronnego i niezaangażowanego rozumu. Podejmowano więc próby redefinicji antropologii w odwołaniu do idei zaangażowania i odpowiedzialności; przemyślenia podstaw wiedzy antropologicznej i problematyzowania statusu badań etnograficznych. Zaczęto zastanawiać się nad możliwością, a nawet powinnością zabierania przez antropologów głosu w sprawach politycznych, tym samym wychodząc poza czysto akademicki charakter dyscypliny i konstruowanej przez nią wiedzy.
Kwestia zaangażowania antropologii narodziła się na gruncie anglo-amerykańskim dzięki popularności koncepcji marksistowskich i feministycznych, których głównym dążeniem było wyzwolenie uciskanych i wyzyskiwanych grup społecznych. Debatę otworzyła koncepcja antropologii radykalnej (radical anthropology), która postrzega zaangażowanie jako fundamentalny i nieodłączny element praktyki i teorii antropologicznej. Widoczna jest w wielu różnych odmianach, zawierając w sobie takie pomysły, jak m.in.: antropologia rewolucyjna (revolutionary anthropology), stronnicza (partisan anthropology), zaangażowana (commited anthropology) czy wyzwolenia (liberation anthropology), ale także antropologia feministyczna, lesbijsko-gejowska, postmodernistyczna oraz – sytuowane zazwyczaj poza głównym nurtem rozważań akademickich – antropologia stosowana (applied anthropology), w działaniu (action anthropology) czy aktywistyczna (activist anthropology). Często w kontekście zwrotu etycznego mówi się również o antropologii publicznej (public anthropology), której głównym celem jest komunikacja z opinią publiczną. Częściowo projekt ten zawiera autorską perspektywę Nancy Scheper-Hughes, przez samą inicjatorkę – w tekście Prymat etyki. Perspektywa walczącej antropologii (The Primacy of the Ethical: Propositions for a Militant Anthropology) – określany mianem antropologii walczącej (millitant anthropology) lub bosonogiej (barefoot anthropology). Przedsięwzięcie to omawiane jest również jako rodzaj advocacy anthropology, czyli stawanie w obronie praw badanej społeczności.
Antropologiczne zaangażowanie w akademickiej odsłonie zwrotu etycznego było w dużej mierze konstruowane w opozycji do antropologii stosowanej. Tę drugą kojarzono przede wszystkim z kontekstem brytyjskim i niejednokrotnie wprost charakteryzowano jako „antropologię kolonialną”. Prekursorzy zwrotu, określani mianem radykalnych krytyków, uważali, że wytwarzana w jej ramach wiedza, wykorzystywana jest do politycznej kontroli społeczności afrykańskich. Współcześni teoretycy wskazują jednak, że badacze ci przeceniali możliwości wpływu antropologii stosowanej na kształt administracji i polityki kolonialnej. Jednocześnie dostrzegają, że to właśnie kolonializm umożliwił większość badań terenowych i tym samym rozwój dyscypliny. Sprzyjał też bezpieczeństwu etnografów i ich karierze, wpływał na formułowane przez nich teorie, cele badawcze i metody, które tym samym – uznając za słuszne czy prawdziwe – legitymizował.
Radykalni krytycy uważali, że „dyscyplina badań nad Innością mogła wyłonić się jedynie w warunkach politycznej i ekonomicznej supremacji kultury zachodniej, co nie pozostawało bez wpływu zarówno na jej aparat teoretyczny, narzędzia analityczne, jak i praktyki badawcze. Analizy konstruowania się antropologii, dokonywane z perspektywy europejskiego podboju i rozprzestrzeniania się ekonomicznej i politycznej dominacji, wskazywały, że procesowi temu towarzyszyło pośrednie lub bezpośrednie zaangażowanie dyscypliny w kolonialny projekt i jego dziedzictwo”. Pojawiały się ostre stwierdzenia, że antropologia jest „dzieckiem zachodniego imperializmu” (Katheleen Gough, New Proposal for Anthropologists), „agentką dominujących społeczeństw” czy „przedsiębiorcą pogrzebowym europejskiej cywilizacji” (Stanley Diamond), a także „nauką stosowaną, na usługach władz kolonialnych” (Bob Scholte). Rozpoznając antropologię jako projekt kolonialny, widziano w niej „jedną z zachodnich instytucji, reprezentującą burżuazyjny model opisywania i kategoryzowania światów peryferyjnych”. W ramach sprzeciwu, podjęto szerszy namysł nad takimi kwestiami, jak etyka badawcza, problem władzy oraz znaczenie i rola obiektywizmu w procesie wytwarzania wiedzy. Próba reinterpretacji historii dyscypliny i zrozumienia kontekstu politycznego, który ukształtował jej instytucjonalność, dokonywała się więc na podstawie analizy powiązań z kolonializmem. Sam kolonializm był jednak różnie rozumiany na gruncie nauki, co dodatkowo problematyzowało zagadnienie i sprzyjało kształtowaniu różnorodnych postaw badawczych.
Gerrt Huizer podkreśla, że wyobrażenia na temat zachodniego kolonializmu i imperializmu mogą być kształtowane w rozmaity sposób przez dyskurs, za sprawą przyjętej perspektywy (metodologii, strategii, polityki). Według niego, niektóre pojęcia funkcjonują w dyskursie publicznym jako neutralne (uznane za obiektywne), przez co racjonalizują i legitymizują pewne zjawiska (np. imperializm czy kolonializm) – są więc narzędziem strategicznym, zależnym przede wszystkim od podzielanego przez badacza lub badaczkę systemu wartości.
Antropologowie krytyczni pytali sami siebie, dla kogo i w jakim celu piszą, jakie znaczenie ma wiedza naukowa dla tych, którzy stają się przedmiotem badań i dociekań, jakie skutki wywołują publikacje tekstów antropologicznych i po czyjej stronie stają oni sami. Powyższe dylematy doprowadziły nie tylko do silnej problematyzacji antropologicznej wiedzy, ale też do postrzegania działalności badawczej jako praktyki o charakterze politycznym, bezpośrednio powiązanej z etycznym wymiarem spotkania Innego, czyli refleksją na temat zaangażowania i odpowiedzialności. Próbowano więc zastanowić się nad tym, jaką rolę antropologia – jako dyscyplina ukształtowana w ramach kultury zachodniej – spełnia w podtrzymywaniu i reprodukowaniu stosunków władzy i dominacji? Widziano w niej kreatorkę wyobrażeń na temat społeczeństw tradycyjnych, która stawała się narzędziem legitymizującym politykę kolonialną przedstawicieli Zachodu. Krytykowano zwłaszcza ewolucjonizm, który – według Stanleya Diamonda – ugruntowywał dominację zachodnią poprzez wyróżnienie kolejnych, uznanych za uniwersalne, etapów rozwoju społeczeństw, z których najwyższym jest cywilizacja. Mało pochlebnie odnoszono się również do funkcjonalizmu, ponieważ – w oczach oponentów – kierunek ten nie dostrzegał zmian w obrębie badanych społeczności, które były wynikiem m.in. kulturowego kontaktu z Zachodem, a więc i – pomijanego w ten sposób – kolonializmu.
Ponadto przemyślenie procesów wytwarzania wiedzy antropologicznej w kontekście ideologii marksistowskiej sprawiło, że dane etnograficzne zaczęto postrzegać jako towar, który jest przedmiotem nieuczciwej wymiany opartej na wyzysku. Norweski socjolog, Johan Galtung mówił nawet o „naukowym kolonializmie”, w którym materiał etnograficzny jest jednym z wielu dóbr, wywożonym poza granice skolonizowanego kraju. Potem zostaje poddany obróbce, jego wartość wzrasta i zostaje sprzedany za cenę kariery naukowej. Z tej perspektywy, antropolog jawi się jako złodziej – współuczestnik, beneficjent kolonialnego systemu władzy. Według Della Hymesa, jedną z możliwości przezwyciężenia (a przynajmniej zmniejszenia) takiego piętna jest publikowanie wyników badań etnograficznych również w językach osób w nich opisywanych oraz kształcenie tubylczych etnografów. Zaczęły pojawiać się głosy, że wiedza ma służyć głównie tym, dzięki którym została zebrana; powinna więc być użyteczna, by nie wspierać dotychczasowych struktur dominacji. Inni badacze zwracali jednak uwagę, że wyniki etnograficznych działań często wykorzystuje się do celów politycznych bez zgody ich autorów. W związku z tym, część z nich postulowało wręcz zaprzestanie ich publikowania – przynajmniej do pięciu, ale też nawet do pięćdziesięciu lat od momentu ich powstania. Jak zauważa Clifford Geertz, dekolonizacja radykalnie zmieniła charakter relacji między badaczami a społecznościami, które poznawali i opisywali.
Natomiast od lat 90. XX wieku możemy mówić o czymś w rodzaju drugiej fali zwrotu etyczno-politycznego. Orientacja wiąże się m.in. z postacią Nancy Scheper-Hughes i jej krytycznym nastawieniem do nurtu ponowoczesności. Jej zdaniem, refleksja postmodernistyczna – poprzez promowanie idei antropologii bez granic (dopuszczającej do głosu wiele prawd) – „zawiesiła etykę” w kontaktach z Innymi. Badaczka odrzuca więc relatywizowanie myśli i rozumu na rzecz rozważań etycznych, czyli tego, jak ludzie zachowują się w stosunku do siebie. Zwraca uwagę na realne linie podziału, wobec których stoją uciskani ludzie. Abstrakcyjności postmodernistycznych teorii dowodzi na przykładzie wydziału Antropologii Społecznej w Kapsztadzie, gdzie nauczano, że rasa, etniczność, plemię, kultura czy tożsamość są pojęciami wymyślonymi. Tymczasem w tym samym rejonie dochodziło do morderstw właśnie w imię plemienia, etniczności, kultury itp. Jej zdaniem, idea braku granic maskuje również zjawiska, zwalczające naszą wolność. Zamiast dekonstrukcji i wyobraźni społecznej, postuluje antropologię tego, co „rzeczywiście realne”. Krytykuje zaadaptowanie myśli Foucaultowskich, przez które „zaczęto postrzegać antropologiczną pracę w terenie jako inwazyjny i dyscyplinujący «panoptikon»”. W artykule Prymat etyki. Perspektywa walczącej antropologii (1995), przedstawia dwa – odległe od siebie czasowo i terytorialnie – doświadczenia, które łączy przyjęta przez nią postawa. Będąc świadkiem politycznych dyskryminacji i represji oraz związanej z nimi biedy, przemocy i śmierci, Scheper-Hughes – pod naciskiem badanych kobiet z brazylijskiej dzielnicy nędzy Alto do Cruzeiro – rezygnuje z biernej, zdystansowanej postawy badaczki i powraca do roli zaangażowanej w lokalne sprawy campanheiry (współtowarzyszki). Staje również po stronie „pozbawionych głosu” matek z południowoafrykańskiego obozu Chris Hani. Sytuując etykę w sferze przedkulturowej, przeddyskursywnej, krytykuje relatywizm moralny, uznając go za konstrukt kulturowy (naukowy), który usprawiedliwia moralną i polityczną bezczynność, niejednokrotnie wspierając w ten sposób rasizm. Tym, co według niej łączy wszystkich ludzi, jest cierpienie.
Antropologia walcząca Scheper-Hughes – zwana też antropologią bosonogą, o kobiecym sercu czy zaangażowaną – przywraca podmiotowość, którą – jej zdaniem – postmodernizm zredukował do przedmiotu obserwacji (na wzór nauk przyrodniczych), z którego opisywania czerpie korzyści. W ujęciu amerykańskiej badaczki, antropolog czy antropolożka jawi się jako świadek – w odróżnieniu od obiektywnego, niezaangażowanego, zdystansowanego obserwatora-postmodernisty, który umacnia zastany porządek (np. nierówności). Świadek nie tylko uważnie słucha, ale i z empatią, współczuciem działa dla dobra badanych – angażuje się w ich walkę przeciw dyskryminacji.
Wśród tekstów, które dały podwaliny oraz w istotny sposób wpłynęły na kształt i siłę zwrotu etyczno-politycznego, można wymienić m.in.:
- New Proposals for Anthropologists (1968) – Kathleen Gough
- Politics of Social Research (1969) – Ralph Leon Beals
- Reinventing Anthropology (1969) – pod red. Della Hymesa
- Anthropology and the Colonial Encounter (1973) – pod red. Talala Asada
- The Politics of Anthropology: From Colonialism and Sexism Toward a View from Below (1979) – Gerrit Huizer, Bruce Mannheim
- The Primacy of the Ethical: Propositions for a Militant Anthropology (1995) – Nancy Scheper-Hughes.

## Polska
Na gruncie polskiej antropologii zwrot etyczny ujawnił się znacznie później niż miało to miejsce w kontekście anglo-amerykańskim. Nie jest też bezpośrednią aplikacją tendencji zachodnich z lat 60. i 70. XX w., choć część badaczy (np. Hana Červinkova, Monika Baer czy Marcin Lubaś) się do nich odnosi. Według Moniki Baer, jest to wynik braku (a przynajmniej posiadania znacznie mniejszego bagażu doświadczenia) międzykulturowego spotkania etnograficznego oraz (post)kolonialnej przeszłości, a tym samym – na co zwraca uwagę Katarzyna Kaniowska – z braku refleksji na temat konsekwencji szerszego usytuowania w świecie.
Początek zwrotu w Polsce wiąże się z opublikowaniem tekstu Agnieszki Kościańskiej Ku odpowiedzialności. Etnologia w Polsce: tradycje i wyzwania. Ten manifest polskiej antropologii zaangażowanej ukazał się w 2004 roku na łamach czasopisma „(op.cit.,)” i zapoczątkował burzliwą debatę na temat zadań i celów współczesnej nauki, rozumienia przedmiotu jej badań, tożsamości dyscypliny, szerszych etycznych i politycznych kontekstów wytwarzania wiedzy oraz sposobów jej uprawomocniania. Krytycznie odniósł się do refleksyjności i związanej z nią ostrożności metodologicznej, które charakteryzują podejście postmodernistyczne. Co znamienne, na manifest Kościańskiej zareagowało zwłaszcza młode pokolenie antropologów. Badaczka, odwołując się do antropologii anglosaskiej, wezwała m.in. za Raymondem Firthem do „większego społecznego i politycznego (w szerokim znaczeniu tego słowa) zaangażowania, «mającego na celu obronę szeroko pojętej wolności i równości»”. Nie określiła konkretnych metod takiej dyscypliny, ale nawoływała do zdefiniowania celów współczesnej antropologii. W odpowiedzi, młodzi badacze położyli akcent na praktyczne zastosowanie wiedzy antropologicznej i zwrot ku badaniom terenowym – etnografii połączonej z refleksją nad zmieniającym się światem, która przezwyciężałaby paraliż, wywołany ogłoszeniem (przez Jeana-François Lyotarda) upadku wielkich narracji i wpływem dekonstrukcjonizmu Jacques’a Derridy. W ten sposób ujawniło się „znudzenie refleksyjnością, czy raczej wyczerpanie tego pola dociekań”. Mówiono wprost: „[s]kończmy debatować, zacznijmy działać”, lecz nie chodziło o całkowite zaprzestanie refleksji czy rozmów; postulowano bowiem „udział w debatach publicznych dotyczących najbardziej palących kwestii współczesnego świata”. Kładziono nacisk na „detal etnograficzny osadzony w kontekście społeczno-kulturowym”.
Jak zauważa Marta Songin-Mokrzan, to właśnie stopniowa recepcja postmodernizmu (od lat 70. XX w.), ujawniając kryzys podmiotu i reprezentacji (epistemologii, przedstawienia), doprowadziła do potrzeby dookreślenia tego, jaka powinna być antropologia. Tendencje etycznego namysłu nad dyscypliną sprawiły, że wzrosło poczucie, iż obok celów poznawczych, powinna ona spełniać też inne funkcje – być zaangażowana. Jednak próba przezwyciężenia sceptycyzmu poznawczego i rekonstrukcji tożsamości dyscypliny w charakterze społecznej odpowiedzialności, nie dała jednoznacznej odpowiedzi na pytanie czym to zaangażowanie mogłoby być. Według Songin-Mokrzan to właśnie nieokreśloność jego charakteru wydaje się czynić je tak popularnym. Ze względu na brak wyraźnych kryteriów definicyjnych, rodzi się szereg możliwości jej wykorzystywania w celu uprawomocnienia rozmaitych praktyk badawczych. Osobiste rozumienie antropologicznego zaangażowania widoczne jest w przytoczonych przez antropolożkę przykładach, gdzie mowa m.in. o: walce o wolność i równość oraz praktycznym wykorzystaniu wiedzy zdobytej w trakcie badań etnograficznych (Kościańska), o krytycznej refleksji, która może zmierzać do istotnych zmian społecznych (Baer), o popularyzacji wiedzy antropologicznej (Michał Buchowski, Wojciech Burszta, Joanna Tokarska-Bakir), o obecności antropologów, a tym samym antropologii, w mediach oraz komentowaniu przez nich istotnych bieżących wydarzeń i problemów społecznych (Burszta), o odpowiedzialności za naukę, która za sprawą swoich narzędzi i metod poznania może fałszować ludzkie cierpienie (Tokarska-Bakir), o specyficznej formie integracji, która dąży do wywołania zmian, które byłyby korzystne i pożądane z perspektywy społeczności, objętej antropologicznym namysłem (Červinková), a także o (pejoratywnym w tym kontekście) aktywizmie (Marcin Brocki), o współbyciu z drugą osobą, które przyczynia się do zrozumienia „istoty człowieczeństwa” i o pomocy badanym (Marcin Kafar) czy uważnym wsłuchaniu w to, jak Inni interpretują rzeczywistość i o przyglądaniu się zabiegom, jakich w tym celu używają oraz konkretnie – o umożliwianiu osobom społecznie marginalizowanym opowiedzenie własnej historii, przy jednoczesnej krytycznej refleksji nad dominującym neoliberalnym dyskursem (Tomasz Rakowski). Zdaniem Marty Songin-Mokrzan, tym, co łączy te projekty jest fakt, że antropologia przybiera w nich kształt intencjonalnej formy ingerencji w dyskurs, życie badanych, porządek symboliczny czy przestrzeń publiczną.
Drugim ważnym czynnikiem, który doprowadził do szerszej refleksji etycznej, były wcześniejsze zmiany paradygmatyczne w obrębie dyscypliny. Według Kaniowskiej, to właśnie dzięki temu, że współczesna antropologia unika definiowania kultury, odchodzi od wytwarzania jej wielkich teorii i nie proponuje ścisłych koncepcji metodologicznych, możliwe było ukazanie, „jak potrzebną i jak konstytutywną cechą antropologicznej refleksji i praktyki jest dbałość o aspekt etyczny naszego myślenia i działania”. Badaczka stwierdza, że wcześniej koncentrowano się przede wszystkim na etyce związanej z pracą w terenie (relacja badacz-badany). Zauważa braki w dotychczasowej debacie na temat etycznych uwikłań antropologii, podkreślając przede wszystkim dwie pomijane wcześniej kwestie: „nieuchwytny charakter cech decydujących o pożądanych etycznych działaniach antropologów” (relacja badacz-nauka, status wiedzy) oraz „powiązanie owych działań z określonymi wartościami; umocowanie etyki w jakimś systemie wartości” (relacja nauka-etyka). Wymaganie od antropologii wiedzy naukowej w modernistycznym rozumieniu – jako obiektywnej, neutralnej aksjologicznie – przy jednoczesnym oczekiwaniu, że w procesie jej zdobywania będziemy posługiwali się mglistymi „zasadami” etycznymi, oraz że wiedzę przeniknie refleksja etyczna, prowadzi do paradoksu, konfliktu. Największą przeszkodą do jego przezwyciężenia jest obecny nadal pogląd, że naukowe poznanie to wciąż (mimo dorobku postmodernizmu) poznanie oparte na dążeniu do jednej prawdy. Jak pisze Kaniowska, w wyniku napięcia między koncepcją nauki a koncepcją poznania pojawia się produkt uboczny w postaci refleksji etycznej. Dodatkowo przekonuje, że neutralność aksjologiczna stoi w opozycji do fundamentalnych założeń współczesnej antropologii nowego paradygmatu. Tłumacząc ten brak zgodności sposobu uprawiania antropologii z teoretycznym dyskursem, zauważa, iż ważną rolę w budowaniu naukowej wiedzy odgrywają tzw. „naddatki” – pewne pozalogiczne elementy poznania antropologicznego, które nie dają się jednak sprowadzić do roli narzędzi czy metod, nie podlegają kryteriom poprawności czy sprawdzalności. Są to: wrażliwość (postawa względem badanego świata, która zawiera nie tylko umiejętność jego opisania, zanalizowania i interpretacji, ale również refleksję na temat tej rzeczywistości oraz na temat wpływu wyborów moralnych, postaw światopoglądowych czy orientacji filozoficznych na wybory dotyczące sposobów naukowego poznania), empatia (pozwalająca na porozumienie badacza z badanym poprzez uwolnienie poznania od wszystkiego, co mogłoby je zakłócić), szczerość (warunkująca niezbędną uczciwość badawczą i jednocześnie warunkująca lepsze efekty pracy naukowej). Ich przyjęcie generuje konieczność zmierzenia się z nowymi problemami – w tym etycznymi. Inaczej mówiąc, poznanie obciążone jest tzw. „pozanaukowymi” sądami i wartościowaniem, ponieważ opiera się na doświadczeniu. Doświadczenie jest jednocześnie narzędziem poznania (poprzez nie poznajemy) i przedmiotem poznania (staramy się je poznać). Oba wymiary dotyczą zarówno antropologów, jak i badanych i są źródłem problemów etycznych. Chcąc zatem odpowiedzieć na pytanie czym jest poznanie empiryczne, należy według Kaniowskiej połączyć refleksję metodologiczną z refleksją etyczną.
Ponadto zwrot etyczny w Polsce wiąże się z przemianami transformacyjnymi po 1989 roku. Również rozwój kapitalizmu wpłynął na pytanie o kształt antropologii i jej roli w życiu społecznym w kontekście nowego systemu[potrzebne źródło].
W pewnym sensie antropologia zaangażowana w Polsce (w odróżnieniu od kontekstu anglo-amerykańskiego) jest utożsamiana z antropologią stosowaną. Akcent pada tutaj na stosowanie wiedzy, na praktyczne jej wykorzystane (np. w korporacjach) i upublicznianie, czyniąc ją rozpoznawalną na forum publicznym[potrzebne źródło].

## Inne konteksty
Polskie publikacje stosunkowo rzadko podejmują szerszy namysł nad zmieniającymi się trendami w antropologii nieanglosaskiej. Wśród refleksji zagranicznych, które w ostatnich latach podejmują problematykę zróżnicowanych kontekstów formułowania się i rozwoju dyscypliny, warto zwrócić uwagę na obecność debaty wokół książki „World Anthropologies” (wydanej pod redakcją Gustavo Linsa Ribeiro i Arturo Escobara) .

## Znani badacze
Poniższa lista nie zawiera wyczerpującego zbioru nazwisk badaczy związanych z refleksją na temat etycznych aspektów wiedzy antropologicznej. Obejmuje zarówno praktyków – wcielających idee odpowiedzialności czy zaangażowania w działania etnograficzne – jak i teoretyków – którzy starają się przemyśleć umiejscowienie dyscypliny w szerszym kontekście ludzkiej działalności, nadać ogólny kształt pojawiającym się tendencjom badawczym oraz zmierzyć z problematycznością uprawiania etycznie świadomej nauki. Ponadto koncentruje się na przedstawicielach związanych z euroamerykańską tradycją dziedziny.
- Edwin William Ardener
- Talal Asad
- Monika Baer
- Ralph Leon Beals
- Hana Červinková
- Stanley Diamond
- Raymond Firth
- Kathleen Gough
- Gerrit Huizer
- Dell Hymes
- Delmos Jones
- Marcin Kafar
- Katarzyna Kaniowska
- Agnieszka Kościańska
- Inga Kuźma
- Michael Lambek
- Luke Eric Lassiter
- Diane Lewis
- Bruce Mannheim
- Łukasz Michoń
- Marek Pawlak
- Kamil Pietrowiak
- Tomasz Rakowski
- Ewa Nowicka-Rusek
- Nancy Scheper-Hughes
- Bob Scholte
- Łukasz Sochacki
- Marta Songin-Mokrzan
- Sol Tax
- Joanna Torarska-Bakir
- Katarzyna Wala
- Filip Wróblewski